# Jean-Pierre Mocky
Jean-Pierre Mocky, (Nice, 6 juli 1929 - Parijs, 8 augustus 2019) was een Franse filmregisseur, scenarioschrijver, acteur en producent. Hij draaide ruim zestig films.

## Leven en werk

### Afkomst en opleiding
Mocky werd in Nice geboren als de zoon van een Poolse jood afkomstig uit de Oblast Terek en van een katholieke Poolse.  Zijn ouders verlieten Polen na de Revolutie van 1919 om zich in Frankrijk te vestigen. Mocky volgde middelbaar onderwijs in Grasse. Hij studeerde rechten en volgde toneelles in Parijs, bij Louis Jouvet aan het Conservatoire national supérieur d'art dramatique.

### Filmacteur
Mocky debuteerde in 1944 in het drama Vive la liberté. Vijftien jaar lang, tot 1959, was hij regelmatig te zien in bijrollen.
In 1959 vertolkte Mocky zijn laatste noemenswaardige rol in het naar de gelijknamige roman van Hervé Bazin gedraaide drama La Tête contre les murs waarvoor hij meeschreef aan het scenario. In datzelfde jaar nam hij zelf plaats in de regiestoel. 
In zijn eigen films nam Mocky later, vooral vanaf de jaren zeventig, weer de draad op van zijn acteercarrière. Niet zelden nam hij daartoe de hoofdrol voor zijn rekening. 

### Filmregisseur
In Italië, in het midden van de jaren vijftig, had Mocky de gelegenheid stage te lopen bij Luchino Visconti en Federico Fellini. In 1959 debuteerde hij met de tragikomedie Les Dragueurs die gunstig onthaald werd.

#### Jaren zestig: successen met Bourvil
Voor zijn vijfde film, de komedie Un drôle de paroissien, een van de Franse commerciële successen van 1963, deed Mocky voor het eerst een beroep op het talent van Bourvil en Francis Blanche.  Samen met Blanche en vooral Bourvil herhaalde hij dit succes met de komedies La Grande Lessive (!) (1968) en L'Étalon (1970). Bourvils rollen van respectievelijk een plunderaar van offerblokken, een leraar die het groeiend impact van de televisie een halt toeroept door antennes te saboteren en een ondeugende veearts die verwaarloosde echtgenotes seksueel wil bevredigen, stonden haaks op zijn imago van goedmoedige en naïeve sufferd. 

#### Jaren zeventig
In de jaren zeventig begon Mocky hoofdrollen  in zijn eigen werk voor zijn rekening te nemen, en dit in vijf van de tien films uit die periode. Desondanks en ondanks het feit dat hij een beroep kon doen op ervaren acteurs als Michel Serrault, Michel Simon, Philippe Noiret, Alberto Sordi en Michel Galabru behaalde zijn werk veel minder succes dan in de jaren zestig.

#### Jaren tachtig: nieuwe successen
Op zijn films met Bourvil na waren de jaren tachtig het meest succesvolle decennium van Mocky. Vermeldenswaardige films waren 
- de op een roman van Frédéric Dard gebaseerde tragikomedie Y a-t-il un Français dans la salle ? (1982).
- het drama met de voor zich sprekende titel À mort l'arbitre (1984) over hoever fanatieke oververhitte voetbalsupporters durven gaan als hun ploeg onheus behandeld wordt door de scheidsrechter.
- het misdaaddrama Le Pactole (1985) waarin Richard Bohringer voor het eerst opduikt in het Mocky-universum.
- Le Miraculé (1987) waarin verzekeringsagent Michel Serrault in Lourdes probeert een fraudeur te betrappen die na een ongeval verlamde benen voorwendde. Deze komedie was de meest succesrijke Mocky-film van Michel Serrault.
- de op een roman van Malcolm Bosse gebaseerde thriller Agent trouble (1987) waarin Catherine Deneuve die lucht gekregen heeft van een mysterieus regeringsproject, op de hielen wordt gezeten door regeringsagent Richard Bohringer.
- de komedie Les Saisons du plaisir (1988) waarin de stokoude pater familias Charles Vanel eindelijk beslist de leiding van zijn parfumbedrijf door te geven en zo rivaliteit in de hand werkt.

#### Jaren negentig en tweeduizend: moeilijke en woelige jaren
Mocky had meer en meer af te rekenen met de onbestendigheid van zijn manier van filmen. Het bioscooppubliek kwam minder en minder af op zijn films. Enkele uitzonderingen niet te na gesproken ging het telkens slechts om een paar duizend kijkers. Op die manier had Mocky steeds meer moeite om zijn films gefinancierd te krijgen. Lage budgetten dwongen hem ertoe zijn films aan een hoog tempo op te nemen.
Van meet af aan produceerde Mocky zijn eigen werk om zijn onafhankelijkheid te vrijwaren. In 1960 al richtte hij daartoe Balzac Films op. Deze productiemaatschappij verdween in 1974. Vanaf 2000 nam Mocky Delicious Products de fakkel over.
Hij ging eveneens zware schulden aan om zijn Parijse bioscoopzaal 'Le Brady' te redden, zaal die hij in 1994 gekocht had met de bedoeling de controle te hebben over de distributie van zijn films. Hij verkocht de zaal in 2011 en kocht er een nieuwe: Action Écoles. 
Vanaf 2007 werd hij ook actief in de televisiewereld, voornamelijk met de misdaadseries Myster Mocky Présente en Hitchcock by Mocky.

#### Jaren tweeduizend tien: productiever dan ooit
Tijdens het laatste decennium van zijn carrière werd Mocky productiever dan ooit. In amper zeven jaar tijd leverde hij zestien films af waarvan het merendeel misdaadfilms en thrillers waren. Net zoals in de voorgaande jaren was de opkomst voor zijn films bedroevend laag.

### Samenwerkingen
Mocky deed regelmatig een beroep op bekende hoofdacteurs als Michel Serrault (12 films) , Michael Lonsdale (9), Francis Blanche (9), Jean Poiret (8), Richard Bohringer (8) en Bourvil (4). Andere vertrouwde gezichten zoals Michel Galabru (4), Jacques Dufilho (4), Darry Cowl (4) en Jean-François Stévenin (5) werden meermaals in bijrollen gecast. Mocky omringde zich ook graag met fetisjacteurs zoals Dominique Zardi, Henri Attal, Marcel Pérès, Jean Abeillé, Antoine Mayor, Roland Blanche, Jean-Claude Rémoleux, Rudy Lenoir en Gérard Hoffmann, allen acteurs met opvallende fysische trekken die in heel veel Mockyfilms opdoken.

### Thematieken
Mocky ging door voor de meest onafhankelijke, non conformistische, oneerbiedige en provocerende cineast die met satire, cynisme en zwarte humor pamflettair en provocerend om zich heen sloeg.
Hij situeerde zichzelf in de marge van de traditionele filmproductie. Als ondefinieerbare en eigenzinnige cineast liet hij zich niet opsluiten in een bepaald filmgenre. Hij beoefende bijna elk genre: van populaire en ronduit maffe komedies tot sociale satires, van misdaadfilms tot drama's, van tragikomedies tot politiek en maatschappelijk geëngageerde films. 
Mocky ging met zijn anarchistische geaardheid de instellingen en de gevestigde waarden te lijf aan de hand van zijn camera. Hij nam daarbij geen blad voor de mond. Hij vond zijn inspiratie in elk maatschappelijk probleem dat zijn ontembare verontwaardiging en woede opriep:
- het aanklagen van de menselijke domheid (supportersgeweld in À mort l'arbitre, afstomping door televisie in La Grande Lessive (!), hebzuchtige rivaliteit in Snobs en Les saisons du plaisir).

- het aan de kaak stellen van politieke corruptie (Solo, L'Albatros, Y a-t-il un Français dans la salle?, Agent trouble, Une nuit à l'Assemblée nationale), van de rompslomp van de administratie (Les compagnons de la marguerite) en van financiële speculatie (Chut!).

- het satirisch benaderen van de kerk als instituut (het fenomeen van de offerblokken in Un drôle de paroissien en de  vercommercialisering van Lourdes en de lichtgelovigheid van de massa in Le Miraculé).

### Privéleven
Mocky had twee zonen, Frédéric en Marc Mokiejewski, uit zijn eerste huwelijk met de jonge Monique Baudin. Hij zag zich verplicht met Baudin te trouwen omdat ze zwanger van hem was. Na enkele maanden ging het koppel uit elkaar.
Daarna leefde Mocky geruime tijd samen met de actrice Véronique Nordey (1939-2017) met wie hij een zoon had, de toneelregisseur Stanislas Nordey (1966).
De mannequin Marysa Muxen was de derde vrouw in Mocky's leven. Ze trouwden en ze schonk hem een dochter, Olivia Mokiejewski (1977), een journaliste gespecialiseerd in milieueconomie. 
Tussen 1999 en 2012 had Mocky een relatie met de actrice Patricia Barzyk (1963).
Mocky overleed thuis in 2019 op 90-jarige leeftijd.

## Filmografie

### Filmacteur (selectie)
Naast de ruim dertig rollen die Mocky in zijn eigen films vertolkte was hij eveneens te zien in: 
- 1942 - Les Visiteurs du soir (Marcel Carné)
- 1944 - Vive la liberté (Jeff Musso)
- 1945 - L'Affaire du collier de la reine (Marcel L'Herbier)
- 1948 - Le Paradis des pilotes perdus (Georges Lampin)
- 1949 - Occupe-toi d'Amélie (Claude Autant-Lara)
- 1949 - Au grand balcon (Henri Decoin)
- 1949 - Orphée (Jean Cocteau)
- 1950 - Dieu a besoin des hommes (Jean Delannoy)
- 1951 - Deux sous de violettes (Jean Anouilh)
- 1952 - La neige était sale (Luis Saslavsky)
- 1952 - I vinti (Michelangelo Antonioni)
- 1954 - Le Comte de Monte-Cristo (Robert Vernay)
- 1954 - Senso (Luchino Visconti)
- 1955 - Gli sbandati (Francesco Maselli)
- 1957 - Le rouge est mis (Gilles Grangier)
- 1958 - Le Gorille vous salue bien (Bernard Borderie)
- 1959 - La Tête contre les murs (Georges Franju)
- 1983 - Prénom Carmen (Jean-Luc Godard)
- 2011 - Americano (Mathieu Demy)
- 2017 - Le Redoutable (Michel Hazanavicius)

### Filmregisseur
- 1959 - Les Dragueurs
- 1960 - Un couple
- 1961 - Snobs!
- 1962 - Les Vierges
- 1963 - Un drôle de paroissien
- 1964 - La Grande Frousse (La Cité de l'indicible peur)
- 1965 - La Bourse et la Vie
- 1967 - Les Compagnons de la marguerite
- 1968 - La Grande Lessive (!)
- 1969 - Solo
- 1970 - L'Étalon
- 1971 - L'Albatros
- 1972 - Chut!
- 1973 - L'Ombre d'une chance
- 1974 - Un linceul n'a pas de poches
- 1975 - L'Ibis rouge
- 1976 - Le Roi des bricoleurs
- 1978 - Le Témoin
- 1979 - Le Piège à cons
- 1982 - Litan : La cité des spectres verts
- 1982 - Y a-t-il un Français dans la salle?
- 1984 - À mort l'arbitre
- 1985 - Le Pactole
- 1986 - La Machine à découdre
- 1987 - Le Miraculé
- 1987 - Agent trouble
- 1988 - Les Saisons du plaisir
- 1988 - Une nuit à l'Assemblée nationale
- 1989 - Divine enfant
- 1990 - Il gèle en enfer
- 1991 - Mocky Story
- 1991 - Ville à vendre
- 1992 - Bonsoir
- 1993 - Le Mari de Léon
- 1995 - Noir comme le souvenir
- 1997 - Robin des mers
- 1997 - Alliance cherche doigt
- 1998 - Vidange
- 1999 - Tout est calme
- 1999 - La Candide Madame Duff
- 2000 - Le Glandeur
- 2001 - La Bête de miséricorde
- 2002 - Les Araignées de la nuit
- 2003 - Le Furet
- 2004 - Touristes, oh yes !
- 2004 : Les Ballets écarlates
- 2005 - Grabuge !
- 2006 - Le Deal
- 2007 - Le Bénévole
- 2007 - 13 French Street
- 2011 - Les Insomniaques
- 2011 - Crédit pour tous
- 2011 - Le Dossier Toroto
- 2012 - Le Mentor
- 2012 - À votre bon cœur, mesdames
- 2013 - Dors mon lapin
- 2013 - Le Renard jaune
- 2014 - Le Mystère des jonquilles
- 2014 - Calomnies
- 2015 - Tu es si jolie ce soir
- 2015 - Les Compagnons de la pomponette
- 2015 - Monsieur Cauchemar
- 2016 - Le Cabanon rose
- 2016 - Rouges étaient les lilas
- 2017 - Vénéneuses
- 2017 - Votez pour moi
- 2022 - Tous flics!

## Publicaties van Mocky
- 2001 - M. le Mocky (memoires), Éditions Denoël
- 2005 - Mister Flash : gentleman gangster (roman), Flammarion
- 2006 - Cette fois je flingue, éditions Florent Massot
- 2007 - Mocky s'affiche (commentaar op de affiches van zijn films), éditions Christian Pirot
- 2007 - Les vacances du pouvoir (politieke komedie), éditions Michalon
- 2009 - Jean-Pierre Mocky : Pensées, répliques et anecdotes, Le Cherche Midi, coll. « Les Pensées »
- 2014 - La longue marche : entretiens avec Noël Simsolo, éditions Neige
- 2015 - Je vais encore me faire des amis !, Le Cherche Midi
- 2018 - samen met Laurent Benyayer en Philippe Sichler: Jean-Pierre Mocky, Une vie de cinéma, Neva Éditions
- 2016 - Mocky soit qui mal y pense (autobiografie), Le Cherche Midi

- Bibliothèque nationale de France: cb12140277k (data)
- Gemeinsame Normdatei: 132870592
- International Standard Name Identifier: 0000 0003 9928 8384
- Library of Congress Control Number: n91051822
- Nationale Bibliotheek van Israël: 987007322885105171
- SNAC: w661412v
- Système universitaire de documentation: 029571103
- Virtual International Authority File: 292605980
- WorldCat: E39PBJtRKmyRvdxPTc7Fjt9JjC